# L'uomo che volle essere re
L'uomo che volle essere re (The Man Who Would Be King), noto in italiano anche coi titoli L'uomo che voleva essere re e L'uomo che volle farsi re, è una novella di Rudyard Kipling su due avventurieri inglesi nell'India Britannica che divennero re del Kafiristan, una remota parte dell'Afghanistan. La storia, assieme ad altre tre novelle, compone la raccolta Il risciò fantasma e altri racconti dell'arcano (The Phantom 'Rickshaw & other Eerie Tales), originariamente pubblicata in India nel dicembre del 1888 come quinto fascicolo della collana "Indian Railway Library"; comparve anche nella raccolta del 1895 Wee Willie Winkie and Other Child Stories, e nelle numerose successive edizioni. Il racconto è stato adattato molte volte.

## Trama
«Tutto iniziò su un treno, nella tratta che va da Ajmir a Mhow», in uno scompartimento che Kipling, io narrante che veste i panni di uno scalcagnato giornalista, definisce di classe "intermedia". Qui avviene il primo incontro del narratore con uno dei due protagonisti de L'uomo che volle essere re, un vagabondo inglese che gira l'India vivendo di fantasiosi espedienti, a volte, come ha appunto in mente di fare, spacciandosi per cronista così da poter meglio ricattare la piccola nobiltà indigena con la minaccia di dar voce ad improbabili e coloratissimi scandali. L'uomo, congedandosi dopo una lunga chiacchierata da "Kipling", che per via dell'aspetto dimesso immagina essere un suo pari, gli domanderà ricorrendo ad una serie di formule vincolanti in uso tra massoni di recare un oscuro messaggio ad un suo socio che di lì a qualche giorno passerà per la stessa tratta ferroviaria. Una volta compiuta l'ambasciata, però, "Kipling" si farà scrupolo di pubblicare un articolo in cui descriverà minuziosamente i due compari per impedire loro di cacciarsi in grossi guai. 
Per questo motivo, i due andranno una notte a cercare il giornalista presso la redazione in cui lavora con l'intenzione di vendicarsi. Ma scoprendo con divertita sorpresa che questi altri non è che "Kipling", hanno finalmente luogo delle presentazioni ufficiali e i due "gentiluomini in senso lato", Peachy "Taliaferro" Carnehan e Daniel Dravot, si limiteranno a domandare di poter consultare le carte geografiche, le enciclopedie e le guide in uso al giornale per meglio documentarsi prima di partire alla volta del Kafiristan, una remota regione afgana, di cui hanno deciso di farsi re, costituendo a tal fine, con tanto di regolare contratto, una vera e propria joint venture.
I due avventurieri, abilmente camuffati, l'uno da prete e l'altro da suo servo, partiranno il giorno successivo dal caravanserraglio di Kumharsen celando tra il bagaglio, ben nascosto da giocattoli ed amuleti, un carico di fucili Martini-Henry di cui intendono servirsi per mettere in atto il loro folle piano. Poco tempo dopo un dispaccio d'agenzia informerà "Kipling" che un pittoresco prete ed il suo servitore sono riusciti a passare la frontiera afgana, dopodiché dei due si perderanno definitivamente le tracce.
Tre anni più tardi, sempre a tarda notte, al momento di andare in stampa, si presenterà alla redazione del giornale «quanto restava di un uomo», uno storpio cencioso che domandando un bicchiere di whisky rivelerà di essere quel che resta di Peachy "Taliaferro" Carnehan. "Kipling" apprenderà dalla viva voce di Carnehan, che sconvolto dagli eventi a tratti parlerà di sé in terza persona, l'allucinato resoconto della sua straordinaria avventura e quale sia stato il tragico destino toccato in sorte a Daniel Dravot.
Una volta giunti in Kafiristan, i due avevano colto al volo l'occasione, presentataglisi lungo la strada, di partecipare ad una piccola scaramuccia tra tribù rivali e dopo essersi schierati dalla parte dei più deboli li avevano costretti ad accompagnarli al loro villaggio, dove Dravot, per festeggiare la vittoria, aveva inscenato un farsesco omaggio alle divinità locali, millantando una particolare familiarità col feticcio più grande; quindi, domandato a gesti del cibo, aveva accettato solo quello che gli veniva offerto dai sacerdoti e dal capo del villaggio, ottenendo con le sue pantomime di essere creduto un'incarnazione divina. Reclutati ed addestrati alcuni guerrieri e conquistato un secondo villaggio, i due avventurieri si improvviseranno teatralmente pacificatori e legislatori, incarnando, a modo loro, il prototipo del perfetto colonialista inglese. 
Quando poi si rincontreranno, dopo essersi divisi per assoggettare altri territori, Dravot, che nel frattempo è stato incoronato re, rivelerà all'amico, cui reca in dono una seconda corona, le proprie strabilianti scoperte. I kafiri non lo ritengono più semplicemente un dio, ma anche un discendente di Alessandro Magno e della regina Semiramide, e, come dimostrano i loro tratti somatici indoeuropei, sono essi stessi i discendenti dei soldati al seguito del conquistatore macedone, se non addirittura di una delle bibliche tribù perdute. Ma fatto ancor più curioso, che Dravot ritiene comunque suffragare le sue confuse ipotesi, sono iniziati alla massoneria. Carnehan se ne convincerà a sua volta quando, di lì a poco, nel corso di un'improvvisata cerimonia in stile massonico, un sacerdote scoprirà dei simboli analoghi a quelli dei liberi muratori scolpiti da tempo immemorabile sul blocco di pietra utilizzato da Dravot come trono. 
Nei giorni successivi, Dravot, sempre più compreso nel suo delirio monarchico, confiderà a Carnehan di voler prendere moglie e dar vita ad una dinastia. A nulla varranno le proteste dell'amico, ricordare le passate disavventure sentimentali o l'esplicito divieto, fatto nel contratto, a metter donne di mezzo, perché il re è ormai irremovibile nel suo proposito. Neppure lo dissuaderanno le perplessità espresse da Billy Fish, un capo villaggio divenuto loro consigliere, che fattosi interprete dei mugugni della classe sacerdotale li informa delle convinzioni correnti tra quelle genti sull'unione tra un dio ed una mortale. E infatti la ragazza prescelta, terrorizzata all'idea di infrangere un tabù, pena la morte, si ribellerà durante la celebrazione del matrimonio ferendo Dravot con un morso. 
Alla vista del suo sangue i sacerdoti, denunciando l'impostura, grideranno al sacrilegio scatenando una ribellione che costringerà Dravot e Carnehan, insieme a Billy Fish e ai pochi uomini rimasti loro fedeli, alla fuga. Inseguiti e decimati via via, abbandonati infine dai pochi superstiti, salvo che da Billy Fish cui verrà tagliata la gola, i due verranno catturati. Dravot verrà giustiziato facendolo precipitare in un orrido insieme al ponte a tre corde su cui era stato costretto a incamminarsi, mentre Carnehan verrà crocifisso. Sopravvissuto però al supplizio, fatto che per i sacerdoti ha del miracoloso, verrà graziato e, dopo essere stato rimesso in qualche modo in sesto, scacciato dal Kafiristan. Guidato lungo il suo cammino dal fantasma di Dravot, impiegherà circa un anno a far ritorno in India.
A provare la verità dei suoi vaneggiamenti, Carnehan, al culmine del racconto, estrarrà da un sacco la testa mummificata di Dravot con indosso una corona d'oro. Morirà l'indomani in un asilo per indigenti dopo aver nascosto, non si sa dove, la testa dell'amico.

## Cinema
Dal romanzo è stato tratto il film L'uomo che volle farsi re del 1975, diretto dal regista John Huston. La trasposizione cinematografica è aderente alla trama del racconto pressoché alla lettera, tanto che la figura del narratore è esplicitamente identificata con quella di Rudyard Kipling; se ne discosta però in modo evidente nella ricostruzione del primo incontro tra Kipling e Carnehan e nella scena in cui Kipling assiste come testimone alla stipula del contratto tra Carnehan e Dravot. Il personaggio di Billy Fish, invece, diventa nel film un gurkha prigioniero dei kafiri.

## Edizioni italiane
- in  Racconti anglo-indiani del mistero e dell'orrore, traduzione di Ottavio Fatica, a cura di Malcolm Skey, Collana I segni n.37, Roma-Napoli, Theoria, 1985. - Collana Tascabili Narrativa, Milano, Bompiani, 1990, ISBN 978-88-452-1530-8.
- L'uomo che volle essere re, traduzione di Federico Siniscalco, Collana La memoria n.136, Palermo, Sellerio, 1986,  p. 80, ISBN 978-88-389-0366-3.
- in  Racconti dell'India, della vendetta, della memoria, traduzione di e cura di Alessandro Monti, Prefazione di Anthony Burgess, 2 voll., Collana Oscar n.1979-1980, Milano, Arnoldo Mondadori Editore, 1987, ISBN 978-88-045-0276-0.
- L'uomo che volle farsi re e I costruttori di ponti, traduzione di Fabio Macherelli, Introduzione di Francesco Binni, Collana Tascabili Economici, Roma, Newton Compton, 1994, ISBN 978-88-798-3646-3.
- L'uomo che volle farsi re. The man who would be king, traduzione di Alessandro Monti e Lidia Zazo, Introduzione di Lidia Conetti, Collana Oscar Paralleli, Milano, Arnoldo Mondadori Editore, 1994, ISBN 978-88-043-8721-3.
- in  Il risciò fantasma e altri racconti dell'arcano, traduzione di Ottavio Fatica[11], Collana Piccola Biblioteca, Milano, Adelphi, 1999,  p. 150, ISBN 88-459-1478-X.
- The Man who would be King, collana Collana Short Stories n.4, traduzione di Nicoletta Aresca, note di Chiara Finardi e Nigel J. Ross, La Biblioteca di Repubblica, Roma, L'Espresso, 2009.
- L'uomo che voleva essere re, traduzione di e cura di Angelica Chondrogiannis, Collana Experience Light, Fidenza, Mattioli 1885, 2010, ISBN 978-88-626-1134-3.
- L'uomo che volle farsi re, traduzione di e cura di Mario Domenichelli, Collana Letteratura universale. Elsinore, Venezia, Marsilio, 2011, ISBN 978-88-317-1054-1.
- L'uomo che volle farsi re, Collana Classici illustrati, Firenze, Barbès, 2011, ISBN 978-88-629-4249-2.
- L'uomo che volle farsi re, traduzione di e cura di Franco Venturi, Collana Il piacere di leggere n.69, Milano, La Vita Felice, 2016, ISBN 978-88-779-9798-2.